# 所属欲求
所属欲求（しょぞくよっきゅう）とは、その人物が、その集団に所属して生活したい欲求を指す。
所属先は、世代であったり、血縁集団であったり、国家であったり、民族であったり、多種多様である。